# 波佩斯港縣
1°34′S 80°49′W / 1.567°S 80.817°W
波佩斯港縣（西班牙語：Cantón Puerto López），是厄瓜多爾的縣份，位於該國西部，由馬納比省負責管轄，面積420平方公里，馬查利亞國家公園處於該縣，2001年人口16,626，人口密度每平方公里39.59人。